# Emain Macha
Navan Fort —conocido en irlandés antiguo como Eṁaın Ṁacha (pronunciado [ˈeṽənʲ ˈṽaxə]) y en irlandés moderno como Eamhain Mhacha (pronunciado [ˈawnʲ ˈwaxə])— es un enclave prehistórico situado en el condado de Armagh, Irlanda del Norte. Aunque ha sido bautizado como "fuerte", se considera más probable que fuera un centro ritual o ceremonial pagano. En él se levantaba la capital tradicional de los Ulaid, y es un emplazamiento destacado en la mitología irlandesa, especialmente en el ciclo del Úlster.
El sitio fue, temporalmente, entre 1988 y 1989, uno de los antiguos bienes de la Lista Indicativa de Reino Unido.

## Monumentos antiguos
El lugar, situado en una pequeña colina a 2,6 kilómetros al oeste de Armagh, es un recinto circular de 250 metros de diámetro, rodeado por un pozo y un contrafoso. Curiosamente, el foso está dentro del contrafoso, sugiriendo que no fue construido con fines defensivos. En el interior del recinto, dos monumentos son visibles. Hacia el noroeste se levanta un túmulo de tierra de 40 metros de diámetro y 6 de altura. También ligeramente al sureste aún pervive la impresión circular de un túmulo en forma de anillo, restos de un edificio ceremonial o de enterramiento de los últimos años de la prehistoria, aproximadamente de 30 metros de diámetro.
Excavaciones arqueológicas han revelado que la construcción del túmulo de 40 metros data del año 95 a. C., gracias al empleo de la dendrocronología). En aquel tiempo fue edificada una estructura circular consistente en cuatro anillos concéntricos en torno a un tronco central de roble, con la entrada orientada hacia el oeste (cuando las casas prehistóricas se orientan invariablemente al este, hacia la salida del sol). El suelo del edificio estaba recubierto con piedras dispuestas de forma radial, y el conjunto del edificio fue deliberadamente incendiado antes de ser cubierto con tierra y turba (existe evidencia arqueológica de construcciones e inmolaciones similares en la colina de Tara y en la Dún Ailinne). El contrafoso y el foso que rodean la cima de la colina fueron construidos en la misma época
La datación del túmulo de anillo no es segura, pero las excavaciones y prospecciones geofísicas han revelado la existencia de restos de una construcción de madera con forma de ocho bajo la superficie. El mayor anillo de esta figura tendría 30 metros de diámetro, en tanto que el menor unos 20 metros. El edificio habría sido reconstruido dos veces. Del mismo modo, estructuras ligeramente menores con un hogar central fueron localizadas bajo el túmulo de 40 metros. Los objetos hallados en el yacimiento informan de que estuvo ocupado a finales de la Edad del Bronce y comienzos de la del Hierro (aproximadamente entre el 600 a. C. y el 250 a. C.). Lo más inusual encontrado en las excavaciones fue un cráneo de un Mono de Berbería.
También fue hallada una estructura más antigua de la Edad de Bronce, un foso circular rodeando el túmulo de 45 metros de diámetro, 5 de ancho y 1 de profundidad, junto con herramientas y fragmentos de industria cerámica, restos correspondientes al Neolítico (entre el 4000 a. C. y el 2500 a. C.
Hasta 1985, Emain Macha estuvo amenazado por una cantera cercana. Tras grandes esfuerzos del grupo Amigos de Navan, se consiguió frenar el peligro y se incentivó la explotación turística de los restos arqueológicos. En 1993 se inauguró un centro de visitantes para la exposición de los hallazgos arqueológicos y proyección de audiovisuales, pero fue clausurado en 2001 debido a la falta de fondos. En 2005, el centro fue adquirido por el Ayuntamiento de Armagh, que lo reabrió, aunque de manera estacional.

### El complejo de Navan
Otros importantes yacimientos prehistóricos en las cercanías de Emain son el Fuerte Haughey, que se remonta a la Edad del Bronce al oeste, los Establos del Rey, un estanque artificial también de la Edad del Bronce, y Loughnashade, un lago natural en el que se han hallado objetos procedentes de la Edad de Hierro.

## Emain Macha en la mitología irlandesa
Según la mitología irlandesa y la tradición histórica, Emain Macha fue la capital del reino de los Ulaid, la actual provincia del Úlster. Fue fundada por la diosa Macha en torno a los siglos V o VII a. C., y fue la sede de Conchobar mac Nessa en las historias del Ciclo del Úlster. Se dice que Conchobar poseía tres casas en Emain Macha:
- la Cróeb Ruad, donde se sentaba el rey;
- la Cróeb Derg, donde se guardaban los trofeos de las batallas y
- la Téte Brecc, donde se almacenaban las armas de los guerreros.

El nombre Emain Macha se explica como "Broche de Macha", después de que Macha marcase las fronteras del lugar con su broche, y "los gemelos de Macha", después de que Macha diera a luz gemelos tras haber sido obligada a competir en una carrera de carros. Los Anales de los cuatro maestros registran su abandono tras ser incendiada por los Tres Collas en el año 331 quienes previamente habían derrotado a Fergus Foga, rey del Úlster en la batalla de Achadh Leithdheirg.